# Hannah Trotter
Hannah Trotter (ur. 2 listopada 1991) – australijska judoczka.
Uczestniczka mistrzostw świata w 2013, 2014 i 2015. Startowała w Pucharze Świata w latach 2009–2013, 2015 i 2016. Siódma na igrzyskach wspólnoty narodów w 2014. Zdobyła siedem medali mistrzostw Oceanii w latach 2010 - 2016. Druga na mistrzostwach Wspólnoty Narodów w 2010 i trzecia w 2012. Mistrzyni Australii w 2008, 2009, 2012, 2013 i 2014 roku.